# Onafhankelijkheidsoorlog van Cabinda

Vlag van Cabinda

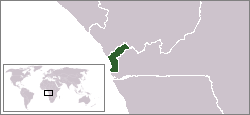
Cabinda

De Onafhankelijkheidsoorlog van Cabinda is een burgeroorlog in Cabinda, een exclave van Angola.
Een rebellengroep, het Front voor de Bevrijding van de Enclave van Cabinda (Frente para a Libertação do Enclave de Cabinda, FLEC), is actief sinds de onafhankelijkheid van Angola van Portugal. FLEC controleerde het grootste deel van het gebied in 1975 en vormde een voorlopige overheid, die door Henriques Tiago werd geleid. De onafhankelijkheid van Cabinda van Portugal werd afgekondigd op 1 augustus 1975. Luiz Branque Franque werd verkozen tot voorzitter.
Er zijn veel berichten van schending van de mensenrechten in Cabinda. In 2003 rapporteerde een ad-hoccommissie van de UNHCR dat de MPLA veel wreedheden had begaan. In 2004 berichtte de directeur van de missie van Human Rights Watch voor Afrika dat het Angolese leger misdaden tegen Cabindese burgers bleef begaan.